# Космогония
Космого́ния (греч. κοσμογονία; от κόσμος «мир», «Вселенная» + γονή «рождение») — наука, изучающая происхождение и развитие космических тел и их систем: звёзд и звёздных скоплений, галактик, туманностей, Солнечной системы, включая Солнце, планет со спутниками, астероидов, комет, метеоритов.
Изучение космогонических процессов является одной из главных задач астрофизики. Поскольку все небесные тела возникают и развиваются, идеи об их динамике тесно связаны с представлениями о природе этих тел вообще. В современной космогонии широко используется методология физики и химии.
Современная научная космогония опирается на астрофизику и изучает образование Вселенной, включая появление и развитие астрономических объектов.

## Космогония и космология
Космология — это наука об изучении структуры и изменений в современной Вселенной, в то время как научные области космогонии затрагивают вопрос происхождения Вселенной. Наблюдения за нашей нынешней Вселенной не только позволяют делать предположения о будущем, но также предоставляют информацию о событиях, которые происходили давно, когда … космос только зарождался. Таким образом, работа космологов и космогонистов пересекается.
Оригинальный текст (англ.)Cosmology is the study of the structure and changes in the present universe, while the scientific field of cosmogony is concerned with the origin of the universe. Observations about our present universe may not only allow predictions to be made about the future, but they also provide clues to events that happened long ago when…the cosmos began. So—the work of cosmologists and cosmogonists overlaps.
— Национальное управление по аэронавтике и исследованию космического пространства (НАСА)
Космогонию можно отличить от космологии, задача которой заключается в изучении Вселенной в целом на протяжении всего её существования. Существует некоторая неопределённость между этими двумя терминами, например, космологический аргумент из теологии о существовании Бога является обращением к космогонии, а не к космологическим идеям. На практике существует научное различие между космологическими и космогоническими идеями. Физическая космология — это наука, которая пытается объяснить все наблюдения, имеющие отношение к развитию и характеристике Вселенной в целом. Вопросы же о том, почему Вселенная ведёт себя таким образом, считаются вненаучными, хотя и основываются, в том числе, на экстраполяции различных научных теорий на непроверенные или косвенно подтверждённые гипотезы, а также философские или религиозные идеи.

## Научные космогонические гипотезы

### Большой взрыв

Согласно теории Большого взрыва, Вселенная в момент образования была в чрезвычайно плотном и горячем состоянии, называемом космологической сингулярностью

Общепринятой современной космогонической и космологической гипотезой является теория Большого взрыва. Однако, различные её интерпретации могут давать разные ответы на вопрос об изначальном происхождении ранней вселенной. Обычно предполагается, что началом Вселенной (и времени вообще) является космологическая сингулярность; главным аргументом в её пользу считается теорема Пенроуза. Имеются и другие предположения, например циклическая модель.

### Исторические гипотезы
Космогонические гипотезы имели целью объяснить однообразие движения и состава небесных тел. Они исходили из понятия о первоначальном состоянии материи, заполняющей всё пространство, которой присущи известные свойства, вызывающие все дальнейшие эволюции.
- Гипотеза Канта
- Гипотеза Лапласа — Роша
- Гипотеза Фая
- Гипотеза Джинса
- Гипотезы Фесенкова

### Теория стационарной Вселенной
В космологии теория стационарной Вселенной — модель, разработанная в 1948 году Фредом Хойлом, Томасом Голдом, Германном Бонди и прочими в качестве альтернативы теории Большого взрыва. Согласно этой модели, по мере расширения Вселенной между разлетающимися галактиками постоянно создаётся новая материя. Таким образом космологический принцип соблюдается. Модель имела довольно большую поддержку среди космологов в 1950-е и 1960-е годы, но открытие реликтового излучения резко уменьшило количество её сторонников в конце 1960-х годов. Сейчас сторонников у данной теории практически нет.

## Происхождение Вселенной
Происхождение Вселенной — любое описание или объяснение начальных процессов возникновения существующей Вселенной, включая образование астрономических объектов (космогонию), возникновение жизни, планеты Земля и человечества. Существует множество точек зрения на вопрос происхождения Вселенной, начиная с научной теории, множества отдельных гипотез, и заканчивая философскими размышлениями, религиозными убеждениями, и элементами фольклора.

## Возраст Вселенной
Возраст Вселенной — время, прошедшее с момента Большого взрыва. Согласно современным научным данным (результаты WMAP9), оно составляет 13,830 ± 0,075 млрд лет. Новые данные, полученные с помощью мощного телескопа-спутника «Планк», принадлежащего Европейскому космическому агентству, показывают, что возраст Вселенной составляет 13,798 ± 0,037 миллиарда лет (68%-й доверительный интервал).

## Мифические космогонии
В истории развития представлений о Вселенной во многих культурах Земли существовали различные космогонические мифы о сотворении мира. Во многих из них считается, что мир создал Бог, такая идея называется «креационизм».

## См.также
- История развития представлений о Вселенной